# 阿布蒂尤
阿布蒂尤是古埃及家犬，也是文献记载中人类起名时间很早的家畜，估计最晚在公元前2280年死亡。据信阿布蒂尤是埃及第六王朝（公元前2345至2181年）的皇家护卫犬，死后通过精心安排的仪式葬于吉薩金字塔群，但具体下令的法老王身份暂无定论。
1935年10月，埃及学家喬治·安德魯·賴斯納发现刻有法老王为阿布蒂尤葬礼所赠礼品清单的石碑。据信石碑原本存放在狗主人的殡葬室，后来成为第六王朝馬斯塔巴的装饰品。石碑为白色石灰岩，尺寸54.2×28.2×23.2厘米，上面有十列垂直圣书体，相互间以垂直线分隔。
从记载来看，阿布蒂尤应该是猎犬，体形灵巧，类似格雷伊獵犬，耳朵直立、尾巴弯曲。石碑出土坟墓位于胡夫金字塔西侧不远处的吉萨高原西区2100墓地。

## 背景

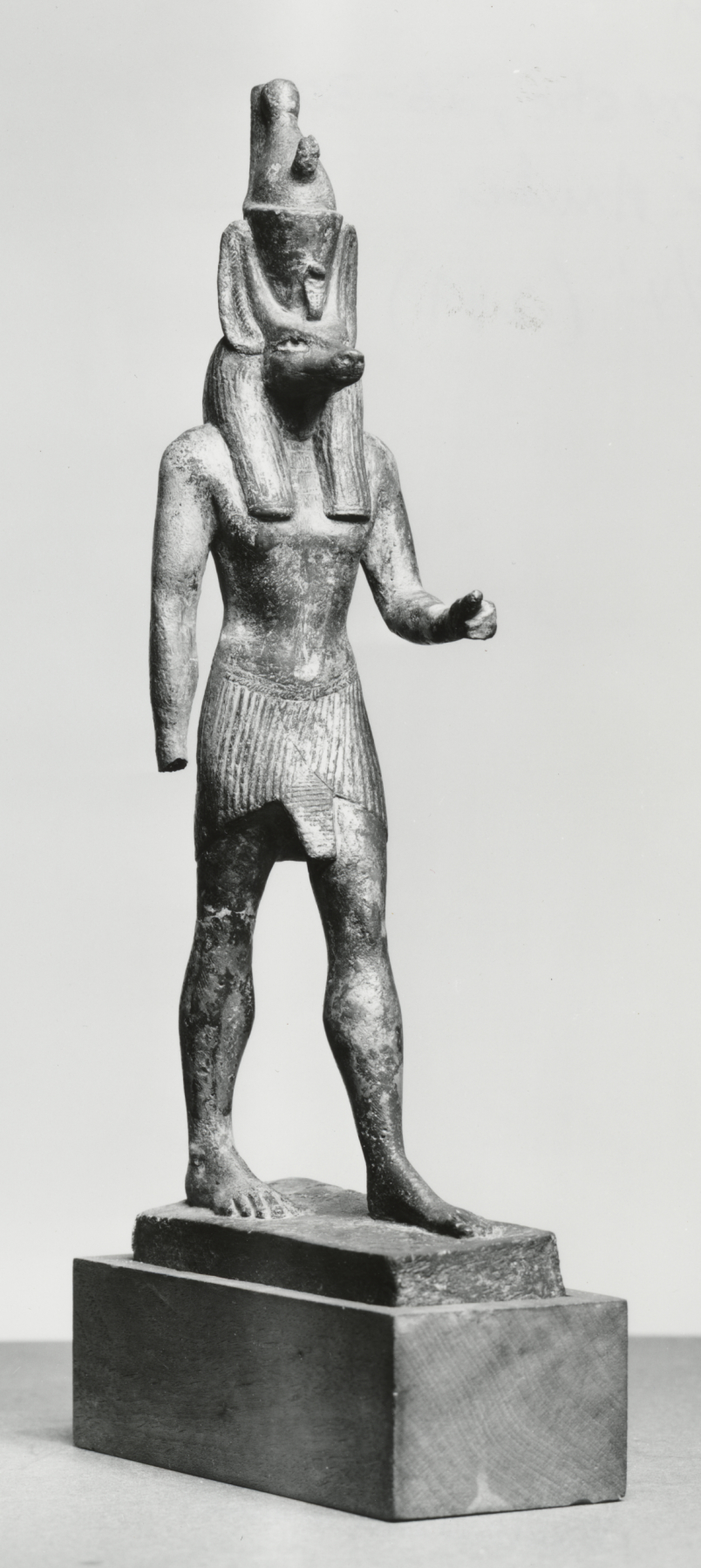
阿努比斯像

据希羅多德记载，狗在古波斯受到保护，终其一生都受到最高级别的尊重。另据古希腊人记载，狗在古埃及也受同等待遇，死后经常制成木乃伊并葬入家族坟墓。古埃及及其他近东地区人士认为狗极具灵智，与人类接近，而且“经常与特定神灵及其神力有关”。许多早期王室墓地都有狗的坟墓，与王室中的女人和仆人葬在一起。以色列南部区的亚实基伦墓地很可能是记载最完善的古代世界狗墓地，但埃及各地都大量发现狗木乃伊，如上埃及的罗达岛、底比斯、阿拜多斯和玛格哈（‎）附近。
古埃及人将许多动物制成木乃伊，包括猫、瞪羚、鳄鱼、狒狒和鸟类。虽然许多动物死后会被人类当成肉类食用，但狗基本不可能遭受此等待遇。已出土古代世界犬只遗骸的X光照相结果表明，古埃及人制作木乃伊时会将骨头防腐处理，再用绷带扎起来，放入古埃及宗教信仰中与来世和木乃伊关系紧密的犬頭人神灵阿努比斯木制雕像内部。

## 发现
现代人对阿布蒂尤的了解都源自同一块石刻碑，据信原本存放在狗主人的殡葬室。殡葬室拆除后，石碑显然与其他石料在公元前2280年左右修建的埃及第六王朝馬斯塔巴充当装饰品。1935年10月13日，埃及学家乔治·安德鲁·赖斯纳在哈佛大学与波士頓美術館联合承办的考古活动期间发现这块石刻碑，并在四天后将其带离原址。
主摄影师穆罕默达尼·易卜拉欣（Mohammedani Ibrahim）在考古活动期间至少拍下9321张记载赖斯纳发现的照片，其中就有记载阿布蒂尤的石牌，如今这块石碑存放在开罗埃及博物館（库存编号“ 67573”）。
考古学界尚未确定狗的墓地位置，也没有找到木乃伊。石碑出土坟墓位于胡夫金字塔西侧不远处的吉萨高原西区2100墓地。石碑为白色石灰岩，尺寸54.2×28.2×23.2厘米，上面有十列垂直圣书体，相互间以垂直线分隔。右上角可以看到部分狗皮带，表明石碑上刻有阿布蒂尤和主人的形象。
经赖斯纳翻译，石碑铭文记录法老为阿布蒂尤葬礼赠送的礼物：
这条狗叫阿布蒂尤，是陛下的护卫。陛下命令（按仪式）将它下葬，并从皇家金库送它棺材、大量细亚麻布和香料。陛下还赐予香膏，（下令）坟墓由石匠修建。陛下此举是（在伟大的神阿努比斯面前）向它表示敬意。

## 解释

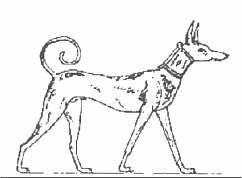
因提夫二世坟墓中狩猎犬的图像，估计绘于公元前约2065年

古埃及经常将狗下葬，但阿布蒂尤的葬礼规格之高依然罕见，通常只有上层阶级才有如此待遇。法老王送的礼物表明狗的尸体已制成木乃伊，当时古埃及一般只会把人的遗体木乃伊化，相信经过仪式化的葬礼能将死者灵魂送往来世。
考古学界还没有找到描绘阿布蒂尤的图像，但从文字记载来看，它应该是类似格雷伊獵犬的狩猎犬，体形灵巧、耳朵直立、尾巴弯曲。埃及史前记载的狩猎犬是历史上非常古老的犬种，许多古埃及历史文献中都有这种狗的肖像。据赖斯纳所述，狗名“阿布蒂尤”尚未翻译完全，但他推测前面的“ꜥbw”（发音类似“阿布”）是代表犬吠的擬聲詞，因为这在古埃及的狗名中很常见。小爱德华··马丁（Edward C. Martin Jr.）称“阿布蒂尤”意指“尖耳”，与古埃及狩猎犬的特点相符。

## 脚注
1. 1 2 3  Reisner 1936，第96頁.
2. 1 2 3  Martin 1997，第104頁.
3. ↑  Cavendish 2010，第138頁.
4. 1 2  Hastings 2001，第512頁.
5. ↑  Teeter 2011，第8頁.
6. ↑  Hinkler 2006，第33頁.
7. 1 2  Morey 2010，第182頁.
8. ↑  Spence 2008，第23頁.
9. ↑  Gardner Wilkinson 1837，第33頁.
10. ↑  Velde & Dijk 1997，第56頁.
11. ↑  Detweiler 2004，第170頁.
12. ↑  Lucas 2003，第349頁.
13. 1 2  Ikram 2005，第24頁.
14. ↑  Reisner 1936，第97–98頁.
15. ↑  Hayes 1990，第65頁.
16. ↑  Zahradnik 2009，第207頁.
17. ↑  G2188 Y.
18. ↑  G2188.
19. ↑  Photos: Abutiu.
20. ↑  Ragovin 2007.
21. ↑  Block of Sunk Relief Inscription Mentioning The Dog Abutiu, Digital Giza & Giza Project at Harvard University.
22. 1 2  Reisner 1936，第96–97頁.
23. ↑  Miller 2012，第154頁.
24. ↑  Leach 1961，第283頁.
25. ↑  Reisner 1936，第97頁.
26. 1 2 3  Reisner 1936，第99頁.